# Европско првенство у атлетици у дворани 1972 — 50 метара за мушкарце
Такмичење у дисциплини трчања на 50 метара у мушкој конкуренцији уведена је први пут на трећем Европском првенству у атлетици у дворани 1972. одржаном у Палати спортова у Греноблу, Француска 11. марта.
Титулу европског првака освојену на Европском првенству у дворани 1971. у Софији одбранио је Валериј Борзов из Совјетског Савеза.

## Земље учеснице
Учествовало је 15 атлетичара из 12 земаља.
1. Белгија (1)
2. Данска (1)
3. Грчка (1)
4. Западна Немачка (2)
5. Италија (1)
6. Совјетски Савез (2)
7. Уједињено Краљевство (1)
8. Финска (2)
9. Француска (1)
10. Чехословачка (1)
11. Швајцарска (1)
12. Шпанија (1)

## Рекорди
| Рекорди пре почетка Европског првенства у дворани 1972. | Рекорди пре почетка Европског првенства у дворани 1972. | Рекорди пре почетка Европског првенства у дворани 1972. | Рекорди пре почетка Европског првенства у дворани 1972. | Рекорди пре почетка Европског првенства у дворани 1972. | Рекорди пре почетка Европског првенства у дворани 1972. |
| ------------------------------------------------------- | ------------------------------------------------------- | ------------------------------------------------------- | ------------------------------------------------------- | ------------------------------------------------------- | ------------------------------------------------------- |
| Светски рекорд                                          | Јобст Хирђт                                             | Западна Немачка                                         | 5,78                                                    | Кил, Западна Немачка                                    | 27. фебруар 1971.                                       |
| Европски рекорд                                         | Јобст Хирђт                                             | Западна Немачка                                         | 5,78                                                    | Кил, Западна Немачка                                    | 27. фебруар 1971.                                       |
| Рекорди европских првенстава                            | Ово је прво Европско првенство у дворани                | Ово је прво Европско првенство у дворани                | Ово је прво Европско првенство у дворани                | Ово је прво Европско првенство у дворани                | Ово је прво Европско првенство у дворани                |
| Рекорди после завршеног Европског првенства 1972.       |                                                         |                                                         |                                                         |                                                         |                                                         |
| Светски рекорд                                          | Валериј Борзов                                          | Совјетски Савез                                         | 5,75                                                    | Гренобл, Француска                                      | 11. март 1972.                                          |
| Светски рекорд                                          | Василиос Папагеоргопулос                                | Грчка                                                   | 5,75                                                    | Гренобл, Француска                                      | 11. март 1972.                                          |
| Европски рекорд                                         | Валериј Борзов                                          | Совјетски Савез                                         | 5,75                                                    | Гренобл, Француска                                      | 11. март 1972.                                          |
| Европски рекорд                                         | Василиос Папагеоргопулос                                | Грчка                                                   | 5,75                                                    | Гренобл, Француска                                      | 11. март 1972.                                          |
| Рекорди европских првенстава                            | Валериј Борзов                                          | Совјетски Савез                                         | 5,75                                                    | Гренобл, Француска                                      | 11. март 1972.                                          |
| Рекорди европских првенстава                            | Василиос Папагеоргопулос                                | Грчка                                                   | 5,75                                                    | Гренобл, Француска                                      | 11. март 1972.                                          |

## Освајачи медаља
|                                |                                     |                                |
| Валериј Борзов Совјетски Савез | Александар Корнељук Совјетски Савез | Василиос Папагеоргопулос Грчка |

## Резултати
У овој дисциплини су одржане три круга такмичења: квалификације, полуфинале и финале. Све је одржано 11. марта. 

### Квалификације
У квалификацијама такмичари су били подељени у три групе по пет. У полуфинале су се квалификовала по четворица првопласираних из све три групе (КВ).
| Позиција | Група | Атлетичар                | Националност         | Време | Белешка                |
| -------- | ----- | ------------------------ | -------------------- | ----- | ---------------------- |
| 1.       | 3     | Василиос Папагеоргопулос | Грчка                | 5,75  | КВ СРд, ЕРд, РЕПд, НРд |
| 2.       | 3     | Александар Корнељук      | Совјетски Савез      | 5,80  | КВ, =ЛРд               |
| 3.       | 1     | Грехард Бухерер          | Западна Немачка      | 5,82  | КВ, ЛРд                |
| 4.       | 2     | Валериј Борзов           | Совјетски Савез      | 5,83  | КВ                     |
| 5.       | 2     | Раимо Вилен              | Финска               | 5,88  | КВ                     |
| 6.       | 1     | Мануел Карбаљо           | Шпанија              | 5,92  | КВ, НРд                |
| 7.       | 1     | Бари Кели                | Уједињено Краљевство | 5,92  | КВ, =ЛРд               |
| 8.       | 2     | Манфред Шуман            | Западна Немачка      | 5,92  | КВ, =ЛРд               |
| 9.       | 2     | Ромен Рулс               | Белгија              | 6,01  | КВ                     |
| 10.      | 3     | Патрик Бурбејон          | Француска            | 6,01  | КВ                     |
| 11.      | 3     | Филип Клерк              | Швајцарска           | 6,01  | КВ, ЛРд                |
| 12.      | 1     | Ерик Густафсон           | Финска               | 6,02  | КВ, ЛРд                |
| 13.      | 2     | Серен Виго Педерсен      | Данска               | 6,02  | ЛРд                    |
| 14.      | 3     | Виторио Рошо             | Италија              | 6,02  |                        |
| 15.      | 1     | Лудек Бохман             | Чехословачка         | 6,13  | ЛРд                    |

### Полуфинале
Полуфиналисти су били подељени у две групе по шест атлетичара, а за шест места у финалу су се пласирала по тројица првопласираних из обе групе (КВ).
| Позиција | Група | Атлетичар                | Националност         | Време | Белешка |
| -------- | ----- | ------------------------ | -------------------- | ----- | ------- |
| 1.       | 1     | Василиос Папагеоргопулос | Грчка                | 5,77  | КВ      |
| 2.       | 2     | Валериј Борзов           | Совјетски Савез      | 5,77  | КВ, НРд |
| 3.       | 1     | Александар Корнељук      | Совјетски Савез      | 5,80  | КВ      |
| 4.       | 1     | Раимо Вилен              | Финска               | 5,82  | КВ, НРд |
| 5.       | 2     | Грехард Бухерер          | Западна Немачка      | 5,83  | КВ      |
| 6.       | 1     | Патрик Бурбејон          | Француска            | 5,85  | ЛРд     |
| 7.       | 2     | Мануел Карбаљо           | Шпанија              | 5,90  | КВ, НРд |
| 8.       | 1     | Бари Кели                | Уједињено Краљевство | 5,92  | =ЛРд    |
| 9.       | 2     | Манфред Шуман            | Западна Немачка      | 5,92  |         |
| 10.      | 2     | Ромен Рулс               | Белгија              | 5,98  | ЛРд     |
| 11.      | 2     | Ерик Густафсон           | Финска               | 6,05  |         |
| 12.      | 1     | Филип Клерк              | Швајцарска           | 6,15  |         |

### Финале
Извор:
| Пласман | Атлетичар                | Земља           | Резултат | Белешка               |
| ------- | ------------------------ | --------------- | -------- | --------------------- |
|         | Валериј Борзов           | Совјетски Савез | 5,75     | =СРд, =ЕРд, РЕПд, НРд |
|         | Александар Корнељук      | Совјетски Савез | 5,81     |                       |
|         | Василиос Папагеоргопулос | Грчка           | 5,81     |                       |
| 4.      | Грехард Бухерер          | Западна Немачка | 5,84     |                       |
| 5.      | Раимо Вилен              | Финска          | 5,93     |                       |
| 6.      | Мануел Карбаљо           | Шпанија         | 6,28     |                       |

## Укупни биланс медаља у трци на 50 (60) метара за мушкарце после 3. Европског првенства у дворани 1970—1972.
|    | Земља           |   |   |   |   |
| -- | --------------- | - | - | - | - |
| 1. | Совјетски Савез | 3 | 1 | 0 | 4 |
| 2, | Западна Немачка | 0 | 1 | 0 | 1 |
| 3. | Пољска          | 0 | 1 | 0 | 1 |
| 4. | Источна Немачка | 0 | 0 | 1 | 1 |
| 5. | Грчка           | 0 | 0 | 1 | 1 |
| 6. | Финска          | 0 | 0 | 1 | 1 |
|    | Укупно {6}      | 3 | 3 | 3 | 9 |

|    | Атлетичар      | Земља           |    |   |   |   |
| -- | -------------- | --------------- | -- | - | - | - |
| 1. | Валериј Борзов | Совјетски Савез | 3* | 0 | 0 | 3 |